# Bruno Preilowski
Bruno Preilowski (* 6. August 1943 in Kassel; † 2023) war ein deutscher Neuropsychologe und Hochschullehrer.

## Leben
Er studierte Psychologie an der Philipps-Universität Marburg, der Tulane University in New Orleans und dem California Institute of Technology in Pasadena. Als Fulbright-Stipendiat kam er 1967 an die Tulane University. Hier erwarb er 1968 einen Master of Science und 1970 einen Doctor of Philosophy. Danach wechselte in das Labor des Neurobiologen und späteren Nobelpreisträgers Roger Sperry am California Institute of Technology. 1970 habilitierte er sich an der Universität Konstanz und arbeitete hier von 1972 bis 1979 als Assistenzprofessor; er konnte in Konstanz ein Labor aufbauen und zwischen Labor und der Klinik hin- und herzuwechseln, um Untersuchungen sowohl mit Tieren als auch an Menschen durchzuführen. Seit 1983 hatte er an der Universität Tübingen einen Lehrstuhl für Biologische Psychologie sowie experimentelle und klinische Neuropsychologie inne. In der Außenstelle Weißenau der Universität Tübingen konnte er seinen Experimenten mit Primaten wie Rhesusaffen nachgehen. 1992/93 war er McDonnell-Pew fellow an der University of California San Francisco Medical School. Er hat an Universitäten in Polen, den USA, Mexiko, Japan, Australien und Neuseeland gelehrt und geforscht. Nach seiner Emeritierung im Jahr 2010 wurde er Gastprofessor für Methoden der Verhaltens- und Hirnforschung an der Zeppelin Universität in Friedrichshafen und gründete dort das Hugo-Eckener-Labor.
Er gehörte 1984 zu den Gründern der Fachgruppe Biologische Psychologie und Neuropsychologie der Deutschen Gesellschaft für Psychologie und leitete bis 1986 diese Fachgruppe zusammen mit Dieter Vaitl und Wolfram Boucsein. Zudem war er klinischer Neuropsychologe und hatte die Zulassung als „Psychologischer Psychotherapeut“ sowie als „Kinder- und Jugendlichenpsychotherapeut“.

## Werk
Am California Institute of Technology arbeitete er mit Split-Brain-Patienten und trug maßgeblich zur Beschreibung der bis dahin unbekannten Funktionen des vorderen Teils des Corpus callosum bei; zudem konnte er experimentell die These von Roger Sperry, dass Split-Brain-Patienten über zwei voneinander unabhängige, typisch menschliche Bewusstseinssphären verfügen, untermauern. Weitere Forschungsschwerpunkte lagen auf dem Gebiet der zerebralen Asymmetrie und der interhemisphärischen Interaktion, ebenso arbeitete er über entwicklungsbedingte Lese- und Rechtschreibstörungen. Seine späteren Forschungen betrafen die Asymmetrien der Gesichtswahrnehmung und des Gesichtsausdrucks sowie die Anwendung der funktionellen Nahinfrarotspektroskopie zum Nachweis asymmetrischer zerebraler kognitiver Prozesse.

## Privates
Preilowski war verheiratet mit Myung-Sook Kim und war Vater eines Sohnes und einer Tochter.

## Publikationen (Auswahl)
Monografien
- Vergleichende Neuropsychologie: Untersuchungen zur Gehirnasymmetrie bei Menschen und Affen. Universitätsverlag Konstanz (Konstanzer Universitätsreden; 133), Konstanz 1985, ISBN 978-3-87940-270-0.
- Mitarbeit bei Peter Kenning: Consumer Neuroscience. Ein transdisziplinäres Lehrbuch.  (2., erweiterte und aktualisierte Auflage), Verlag W. Kohlhammer, Stuttgart 2020, ISBN 978-3-17-037351-8.

Herausgeberschaften
- Sally P. Springer; Georg Deutsch: Linkes - rechtes Gehirn.  (4. Aufl.), Spektrum Akad. Verl., Heidelberg 1998, ISBN 978-3-8274-0366-7.
- mit H.-C. Engele: Is there a cerebral hemispheric specialization in nonhuman primates? Symposium held during the VII. congress of the Internat. Primatolog. Soc., Bangalore, India, June 8 - 12, 1979. International Primatological Society, Tübingen 1981.

Beiträge zu Büchern und Zeitschriften
- Entwicklung und Stand der Psychiatrie und der Neuropsychologie. In: Stefan Lautenbacher; Siegfried Gauggel: Neuropsychologie psychischer Störungen. Springer Nature, Berlin 2010, ISBN 978-3-540-72340-0, doi:10.1007/978-3-540-72340-0_2 S. 7–23.
- Hirnforschung. Zwischen Wahnsinn und Demenz.
- Neuropsychologie: Ursprung und Ziele. In: Siegfried Gauggel; Manfred Herrmann (Hrsg.): Handbuch der Neuro- und Biopsychologie. Hogrefe Verlag, Göttingen 2008, ISBN 3-8017-1910-3.
- mit Sidiropoulos Kyriakos; De Bleser Ria; Ackermann Hermann: Pre-lexical disorders in repetition conduction aphasia. Neuropsychologia, 2008,46 (14), 3225–3238. PMID 18761023.
- mit Esmeralda Matute: Diagnóstico Neuropsicológico y Terapia de los Trastornos de Lectura-Escritura (Dislexia del Desarrollo). In: Revista Neuropsicología, Neuropsiquiatría y Neurociencias, 2011, Vol. 11 (1).
- mit Kyriakos Sidiropoulos; Ria de Bleser; Hermann Ackermann (2005). Ist die Unterscheidung zwischen einem phonologischen Kurzzeit- und dem Langzeitgedächtnis noch zeitgemäß? Ein Streifzug durch die Literatur, Neurolinguistik 19 (1–2), 5–23.

## Ehrungen
- Ehrenmitgliedschaft der Gesellschaft für Neuropsychologie[3]
- „Plaque of Appreciation“ der Tokyo Society of Medical Sciences and Faculty of Medicine der Universität Tokio
- „Plaque of Recognition“ der Yonsei University in Seoul